# 25.ª Divisão Panzer (Alemanha)
A 25ª Divisão Panzer (em alemão: 25. Panzer-Division) foi uma unidade militar blindada da Alemanha que esteve em serviço durante a Segunda Guerra Mundial.

## Comandantes
| Comandante                            | Data                                                     |
| ------------------------------------- | -------------------------------------------------------- |
| Generalleutnant Johann Haarde         | 20 de fevereiro de 1942 - 31 de dezembro de 1942         |
| Generalleutnant Adolf von Schell      | 1 de janeiro de 1943 - 15 de novembro de 1943            |
| Generalleutnant Georg Jauer           | 15 de novembro de 1943 - 20 de novembro de 1943 m.d.F.b. |
| Generalmajor Hans Tröger              | 20 de novembro de 1943 - 9 de fevereiro de 1944          |
| Oberst Kurt Truehaupt                 | 10 de fevereiro de 1944 - 31 de maio de 1944 m.d.F.b.    |
| Generalmajor Oswin Grolig             | 1 de junho de 1944 - 18 de agosto de 1944                |
| Oberst Oskar Audörsch Dipl.Ing.       | 19 de agosto de 1944 - 8 de novembro de 1945 m.d.F.b.    |
| Generalmajor Oskar Audörsch Dipl.Ing. | 9 de novembro de 1944 - 8 de maio de 1945                |

## Área de operações
| Noruega                        | fevereiro de 1942 - agosto de 1943 |
| Dinamarca                      | agosto de 1943 - setembro de 1943  |
| França                         | setembro de 1943 - outubro de 1943 |
| Frente Oriental, setor central | outubro de 1943 - maio de 1944     |
| Dinamarca                      | maio de 1944 - setembro de 1944    |
| Polônia                        | setembro de 1944 - abril de 1945   |
| Alemanha Oriental              | abril de 1945 - maio de 1945       |